# 麗頓·麥斯達
麗頓·麥斯達（英語：Leighton Meester，1986年4月9日—），美國女演員、創作歌手及模特兒。麥斯達演出由小說改編成的美國熱門電視劇《花邊教主》中的Blair Waldorf而為人熟悉。麥斯達的姓氏（Meester）是荷蘭語，意思是「主人」（master）。

## 早年生活
麥斯達的父母均為吸毒者，曾參與販毒集團從牙買加走私大麻到美國，亦曾因參與販毒集團而被捕。麥斯達的母親獲保釋外出，她於那段時期懷有了麥斯達，而因一次判決罪名成立，麥斯達的母親在美國德州的監獄中生下麥斯達。麥斯達只被安排跟她的母親在德州的收容所相處短短三個月的時間，過後，她被送到接受親戚照顧。經過16個月的判決，麥斯達的母親獲釋，重新展開照顧麥斯達的新生活。麥斯達堅稱她沒有為父母所做過的事情而感到難受，甚至反覆說她的母親是她的好友。

## 星路歷程
蕾頓·米絲特11歲搬家到紐約後不久，她成為了威廉敏娜經紀公司的一名模特兒，合作過的大牌攝影師包括Bruce Webber以及後來成為大導演的才女蘇菲亞·柯波拉等人。後來，她認為做模特兒並不適合她，反而熱心於演戲。於是，她在1999年首次在美國全國廣播公司的電視劇《Law & Order》擔任角色。　
進入2000年後，米絲特開始在電視劇場中得到越來越重要的角色。2005年，憑藉出演NBC科幻劇集《浮出水面》中女主角勞拉的妹妹而為觀眾所熟悉，此外還在《24》、《流氓醫生》、《美眉校探》、《第七天堂》以及《明星夥伴》等熱門劇集中亮相。
2003年，米絲特通過同樣改編自暢銷小說的影片《劊子手的詛咒》登上大銀幕。2006年，與詹妮弗·莫里森、傑西·斯賓塞等人一起出演了名為《Flourish》的獨立影片，另一部低成本影片《Inside》則是賺回了不少口碑的驚喜之作，還同眾多為名氣不大但前途無量的新星們合作了刻畫群像的影片《Remember the Daze》。
2007年推出的小成本恐怖片《Drive-Thru》則是她第一次擔當主角的電影作品。2007年蕾頓·米絲特與布蕾克·萊芙莉出任接檔《美眉校探》的新青春劇集《花邊教主》的女主角，備受關注的本劇是根據描述生活在紐約上東區的兩位得天獨厚的少女的生活的暢銷小說改編而成，由憑藉《橘子郡男孩》一鳴驚人的編劇乔希·施瓦茨一手打造。
米絲特憑著《花邊教主》和同劇演員柴斯·克勞福在2009及2010年全美青少年選擇大獎中獲得最愛電視男、女演員獎。

## 個人生活

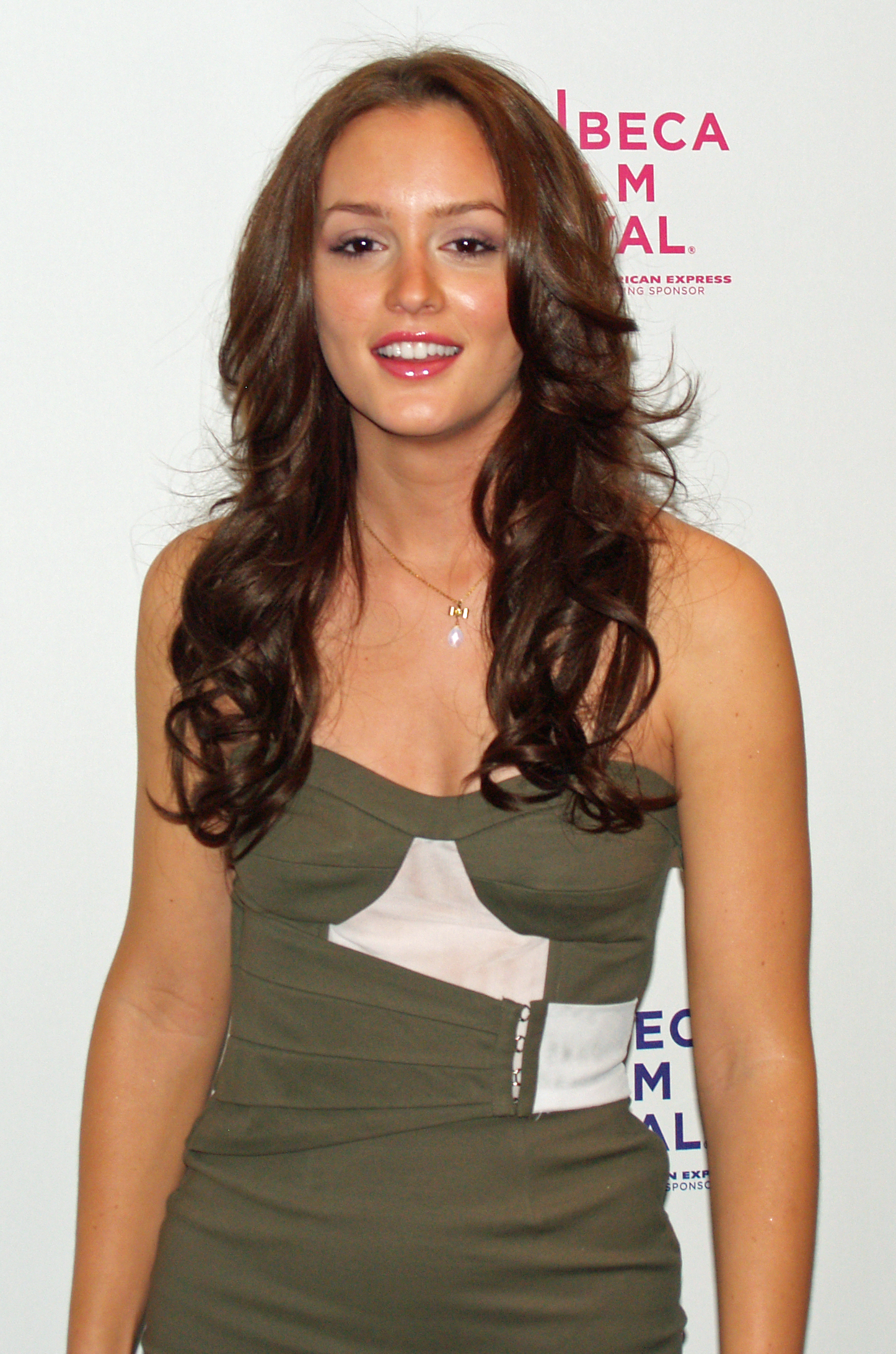
2008年

現在，麥斯達住在紐約。若她有空，她會寫作、閱讀、跳舞或「不做任何事」。她不時在Twitter上留言給她的支持者，這也是她個人唯一確認在使用的社交網絡服務。
麥斯達曾與在《花邊教主》中飾演Carter Baizen的演員賽巴斯汀·斯坦交往，但他們已於3月底／4月初分手。2013年11月，她宣布和已交往一年的男演員亞當·布羅迪訂婚並在2014年2月完婚。她在2015年8月4日產下一女，Arlo Day。2020年9月產下一子。

## 唱片

### 專輯
| 年份 | 專輯資料                                      |
| ---- | --------------------------------------------- |
| 2010 | Love Is a Drug - 唱片公司：Universal Republic |

### 單曲
| 年份 | 單曲                                  | 最高排名 | 專輯           |
| 年份 | 單曲                                  | US       | 專輯           |
| ---- | ------------------------------------- | -------- | -------------- |
| 2009 | Somebody to Love (feat. Robin Thicke) | 111      | Love Is a Drug |
| 2010 | "Your Love's a Drug"                  | 119      | Love Is a Drug |

### 參與單曲
| 年份 | 單曲                  | 歌手       | 最高排名 | 最高排名 | 最高排名 | 最高排名 | 最高排名 | 最高排名 | 最高排名 | 專輯         |
| 年份 | 單曲                  | 歌手       | US       | US Pop   | CAN      | AUS      | NZ       | NL       | UK       | 專輯         |
| ---- | --------------------- | ---------- | -------- | -------- | -------- | -------- | -------- | -------- | -------- | ------------ |
| 2009 | 〈Good Girls Go Bad〉 | 眼鏡蛇星艦 | 7        | 5        | 7        | 5        | 2        | 19       | 17       | 《Hot Mess》 |

## 獎項
| 獎項   | 獎項                    | 獎項               | 獎項                                  | 獎項 |
| 年份   | 獎項                    | 項目               | 獲提名作品                            | 結果 |
| ------ | ----------------------- | ------------------ | ------------------------------------- | ---- |
| 2008年 | 全美青少年選擇大獎      | 最佳電視女演員     | 花邊教主                              | 提名 |
| 2008年 | 全美青少年選擇大獎      | 最突破電視女明星   | 花邊教主                              | 提名 |
| 2009年 | 全美青少年選擇大獎      | 最佳電視女演員     | 花邊教主                              | 獲獎 |
| 2009年 | 2009年MTV音樂錄影帶大獎 | 最佳流行音樂錄影帶 | Good Girls Go Bad（與Cobra Starship） | 提名 |
| 2010年 | 全美青少年選擇大獎      | 最佳電視女演員     | 花邊教主                              | 獲獎 |

## 外部連結
- Official website（页面存档备份，存于）
- Leighton Meester在互联网电影资料库（IMDb）上的資料（英文）
- 麗頓·麥斯達的Instagram帳戶
- Leighton Meester的Twitter（页面存档备份，存于）
- （简体中文） 麗頓·麥斯達在时光网上的簡介（简体中文）